# Toronto Croatia
Toronto Croatia is een Canadese voetbalclub. De club speelt zijn thuiswedstrijden in de Mississauga, twintig kilometer ten westen van Toronto. De clubkleuren zijn die van de Kroatische vlag en tot op de dag van vandaag zijn de Kroatische roots van de club duidelijk merkbaar.

## Geschiedenis
De club werd in 1956 opgericht en speelde in 1963 voor het eerst in de National Soccer League, de toenmalige hoogste klasse in Canada. De club was erg sterk begin jaren zeventig en werd vier keer op rij kampioen. In 1975 fuseerde de club met Toronto Metros en werd zo Toronto Metros-Croatia en ging in de North American Soccer League spelen, met teams uit de Verenigde Staten. De club wist enkele grote spelers te strikken, waaronder superster Eusébio en in 1976 won de club de Soccer Bowl met 3-0 van de Minnesota Kicks.
In 1978 werd de fusie ongedaan gemaakt en keerde Toronto Croatia terug naar de Canadese competitie. In de jaren negentig werd de club opnieuw een paar keer kampioen.
In 2006 werd de club vijftig jaar en ging op tournee door Kroatië en Bosnië-Herzegovina. Ze speelden tegen het B team van Dinamo Zagreb en in Bosnië tegen NK Široki Brijeg en NK Primorac Biograd. In 2007 nam de club deel aan de allereerste editie van het Kroatische Wereldkampioenschap voor clubs. Teams met Kroatische roots uit de hele wereld namen het tegen elkaar op. Toronto haalde de finale tegen Canberra Croatia en won met 3-1. Datzelfde jaar werd de club ook kampioen in de Canadese competitie na een 4-1 winst tegen de Serbian White Eagles FC.

## Erelijst
National Soccer League
1970, 1971, 1972, 1973
Canadian National Soccer League
1992
Canadian International Soccer League
1995, 1996
Canadian Soccer League
2000, 2004, 2007
Kroatisch wereldkampioen
2007

## Ex-spelers
- George Azcurra
- Joseph Cosentino
- Željko Ðukić
- Robert Fran
- Tom Granić
- Robert Grnja
- Goran Grubesić
- Zvjezdan Kresić
- Leo Marasović
- Rudi Spaić
- Antonijo Zupan
- Mario Zupetić
- Eusébio